# Homalia laxiretis
Homalia laxiretis là một loài Rêu trong họ Neckeraceae. Loài này được (Müll. Hal.) A. Jaeger miêu tả khoa học đầu tiên năm 1877.